# It Ain't Me
It Ain't Me è un singolo del DJ norvegese Kygo e della cantante statunitense Selena Gomez, pubblicato il 16 febbraio 2017 dalla Interscope Records come primo estratto dall'EP di Kygo Stargazing.

## Descrizione
Il brano è stato scritto dai due artisti insieme a Andrew Watt, Brian Lee e Ali Tamposi. Durante la sessione in studio di registrazione, inizialmente gli autori hanno ritenuto che la traccia fosse mediocre. In seguito, Kygo e Shear hanno proposto di continuare a lavorare sulla canzone. Dopo che i due se ne erano andati, Tamposi ha detto a Watt e Lee di suonare la chitarra ispirandosi ai Fleetwood Mac, dando origine ad una jam session di 45 minuti e alla demo di It Ain't Me, una semplice registrazione di chitarra acustica in cui canta Tamposi. Dopo che i produttori sono tornati nello studio per ascoltare la demo, Kygo e Watt hanno lavorato alla produzione del brano. Secondo Tamposi, sono stati questi ultimi a dar vita alla canzone. È stata proposta alla Gomez ed è stata la prima canzone che la cantante ha registrato dopo una lunga pausa dovuta a problemi di salute. Ricordando le sessioni, Tamposi ha detto di essere rimasto colpito dalla partecipazione di Selena e dalle sue idee per il brano.
Musicalmente, It Ain't Me è una ballata tropical house midtempo, avente come tema la nostalgia. Viene narrato il rimpianto di una precedente relazione rovinata dall'abitudine dell'ex compagno di bere alcolici e di fare festa troppo spesso. Tamposi ha spiegato che la canzone riguarda una donna che trova la forza di abbandonare una relazione tossica. Sebbene i testi siano cupi, la canzone ha un sound chiaramente incoraggiante e stimolante.

## Video musicale
Il video musicale, diretto da Philip R. Lopez, è stato pubblicato il 24 aprile 2017 sul canale Vevo di Kygo. Esso racconta di un incidente in moto di una coppia di innamorati. La ragazza, interpretata da Georgia Fowler, è sana e salva mentre lui rimane gravemente ferito. Durante il periodo di coma la sua giovane amata rimane sempre al suo fianco, talvolta facendogli ascoltare della musica in modo da stimolare il suo risveglio. Il giovane attraverso le note del brano rivive i ricordi e i momenti felici trascorsi con la sua ragazza e riacquista la forza per risvegliarsi e vivere.

## Tracce
Download digitale
1. It Ain't Me – 3:40 (Kyrre Gørvell-Dahll, Selena Gomez, Brian Lee, Ali Tamposi, Andrew Watt)

Download digitale – remix
1. It Ain't Me (Tiësto's AFTR:HRS Remix) – 3:12

## Successo commerciale
Negli Stati Uniti, It Ain't Me ha debuttato alla 93ª posizione della Billboard Hot 100, vendendo 19 000 copie e accumulando 1,7 milioni di stream nel suo primo giorno. Dopo la prima settimana di vendite, la canzone sale alla 12ª posizione, con 67 000 copie e 15,5 milioni di stream. It Ain't Me è diventato il singolo più famoso di Kygo negli Stati Uniti, superando il suo singolo Firestone del 2014, che raggiunse la 92ª posizione. A partire da maggio 2017, la canzone ha venduto 484 000 copie negli Stati Uniti. Ha raggiunto la 10ª posizione, diventando la prima top 10 di Kygo e la settima di Selena.
La canzone ha debuttato alla 9ª posizione della Official Singles Chart vendendo 31 380 copie nella prima settimana, diventando nel Regno Unito la seconda top 10 di Kygo (dopo Firestone) e la terza di Selena (dopo Naturally e Come & Get It). In seguito ha raggiunto la 7ª posizione nella sua seconda settimana, vendendo 33 466 copie. In Australia, It Ain't Me ha debuttato alla 9ª posizione della classifica ARIA Singles diventando il debutto nella top 10 per i due cantanti e il singolo con la posizione più alta nel paese.

## Classifiche

### Classifiche settimanali
| Classifica (2017) | Posizione massima |
| ----------------- | ----------------- |
| Australia         | 4                 |
| Austria           | 2                 |
| Belgio (Fiandre)  | 4                 |
| Belgio (Vallonia) | 3                 |
| Canada            | 2                 |
| Danimarca         | 2                 |
| Finlandia         | 3                 |
| Francia           | 8                 |
| Germania          | 2                 |
| Irlanda           | 2                 |
| Italia            | 8                 |
| Lussemburgo       | 7                 |
| Norvegia          | 1                 |
| Nuova Zelanda     | 3                 |
| Paesi Bassi       | 3                 |
| Polonia           | 16                |
| Regno Unito       | 7                 |
| Spagna            | 6                 |
| Stati Uniti       | 10                |
| Svezia            | 2                 |
| Svizzera          | 3                 |

### Classifiche di fine anno
| Classifica (2017) | Posizione |
| ----------------- | --------- |
| Brasile           | 73        |
| Islanda           | 14        |